# Samsung Wave 3
Samsung Wave 3 (GT-S8600) — смартфон компании Samsung Electronics на базе операционной системы bada. Samsung Wave 3 является последним выпущенным смартфоном в линейке смартфонов Samsung Wave. Смартфон был представлен в конце августа 2011 года.
Телефон представляет собой классический моноблок с 4-дюймовым дисплеем в металлическом корпусе. Примечательной чертой  является конструкция корпуса аппарата. Алюминиевая крышка телефона фиксируется сзади специальной кнопкой, нажав на которую можно ослабить крепление крышки, и сдвинуть её вверх подобно слайдеру. Панель не съёмная, она образует с телефоном единое целое. На лицевой панели расположились механическая клавиша домой и сенсорные клавиши отбоя и приёма вызова.
Телефон является преемником Samsung Wave II.

## Аппаратные особенности

### Процессор
Устройство основано на базе процессора ARM Qualcomm MSM8255T с тактовой частотой 1,4 Ггц. Графический ускоритель Adreno 205. Телефон работает стабильно, анимация и переходы меню плавны. Встроенные приложения запускаются быстро.

### Память
Ёмкость встроенной памяти составляет 3 гигабайта, до 1,5 которой отводится под нужды телефона. Имеется слот для карт памяти MicroSD с поддержкой до 32 ГБ. Объём оперативной памяти смартфона составляет около 512 мегабайт.

### Экран
Samsung Wave 3 обладает экраном SuperAMOLED с диагональю 4 дюйма и разрешением 480 x 800 точек. Экран построен по технологии PenTile. Дисплей ёмкостный, поддерживается мультитач, отображает до 16 миллионов цветов. Картинка четкая, на солнце не выцветает, но из-за большой диагонали и маленького разрешения изображение может казаться зернистым.

### Камера
Samsung Wave 3 оборудован 5-мегапиксельной камерой с автофокусом и светодиодной вспышкой. Максимальное разрешение при фотосъемке — 2560x1920 пикселей, видео можно снимать с качеством HD 720p — 1280x720 при 30 кадрах в секунду. Есть фронтальная камера — 0,3 мегапикселя.

### Операционная система
Телефон работает на платформе bada 2.0, которая оснащена фирменной оболочкой TouchWiz 4.0. Внешне интерфейс ОС очень напоминает операционную систему Android. В телефоне предустановлен фирменный магазин Samsung Apps, в котором можно приобрести и установить различные приложения и программы. Однако магазин не может похвастаться большим количеством программ, в отличие от Google Play и AppStore. С запуском bada 2.0 часть приложений, прекрасно функционировавших в bada 1.2, перестали работать должным образом. Это было связано с тем, что разработчики не успели оптимизировать свои приложения к моменту выхода платформы, и даже после этого не все приложения были исправлены. В связи с этим приложения, которые слабо потребляли ресурсы, могли вылетать даже на самых простых операциях. Не были лишены нестабильности и вылетов и встроенные приложения. Каких-либо значительных обновлений для телефона Samsung не выпускала.
В конце 2011 года появилась информация о разработке следующей версии платформы — bada 3.0. В Samsung заявляли, что обновление до bada 3.0 планировалось только Wave 3 и более новых телефоном линейки.
Но позже руководство компании свернуло производство смартфонов Wave, а разработка платформы прекратилась. Все наработки bada были реализованы в новом проекте Samsung Tizen.

## Смотрите также
- Samsung Wave
- Samsung Wave II